# Transports dans la Vienne
Les transports dans le département français de la Vienne sont marqués par la présence du seuil du Poitou, voie de communication naturelle entre le Bassin parisien et le Bassin aquitain par lequel passent les principaux axes de transport reliant notamment Paris à Bordeaux et à la frontière espagnole.
Poitiers est un petit nœud de transport, carrefour routier de l'autoroute A10 et des routes nationales N10, N147 et N149, et carrefour ferroviaire des lignes classique et à grande vitesse de Paris à Bordeaux avec les lignes conduisant à La Rochelle et Limoges.

## Transport routier

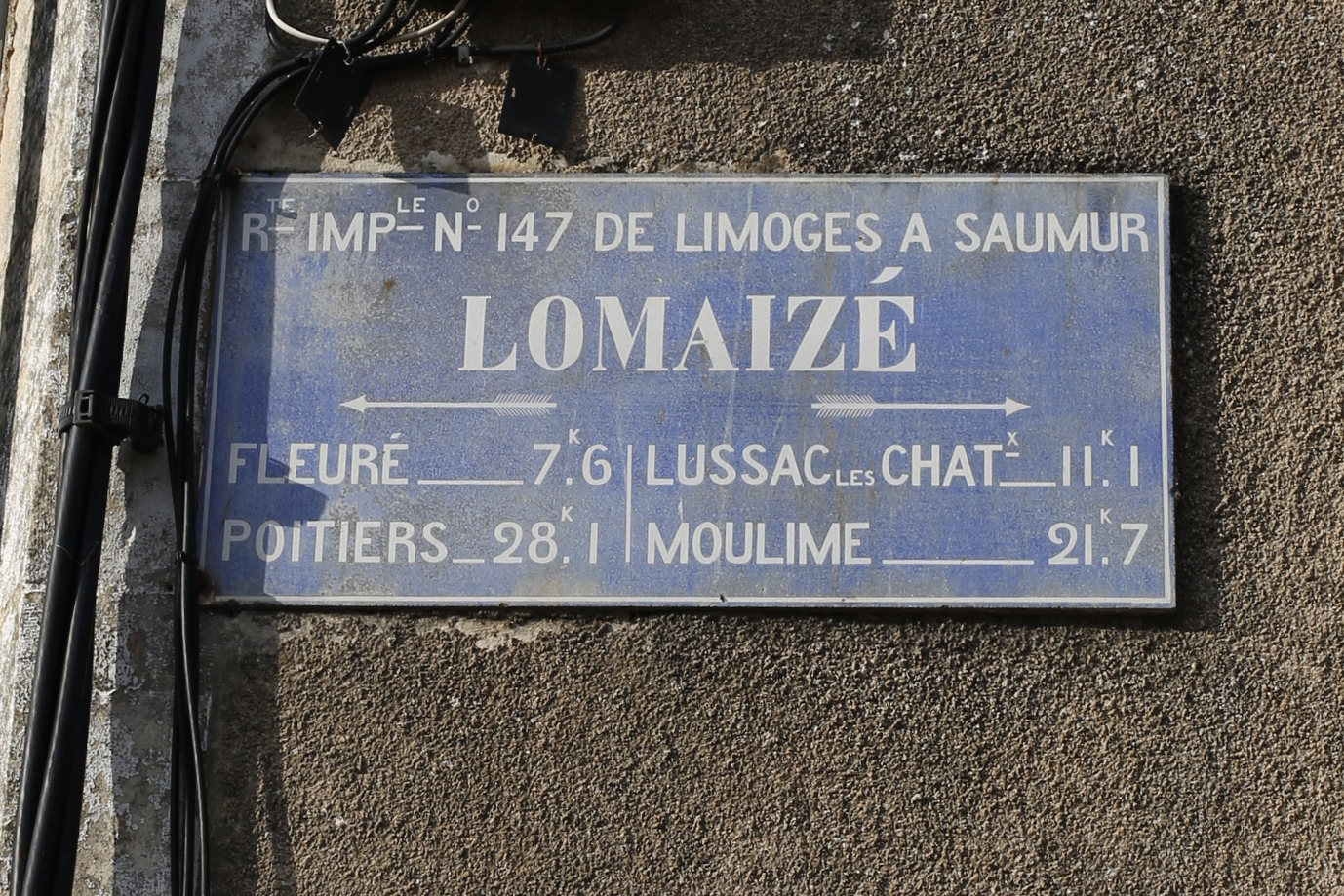
Plaque de cocher du XIXe siècle sur la route nationale 147 à Lhommaizé.

### Infrastructures routières
L'autoroute A10 est le principal axe routier du département, avec 26 000 à 29 000 véhicules/jour en 2019, suivi de près par la route nationale 10 et ses 25 000 véhicules/jour à la sortie de Poitiers. Ces deux axes relient Paris à Bordeaux, l'un par Niort et l'autre par Angoulême ; le premier est à péage tandis que le second est gratuit.
Ces voies coupent à Poitiers la branche nord-ouest de la Route Centre-Europe Atlantique (RCEA), composée dans la Vienne de la route nationale 147 et de la route nationale 149, au trafic de 10 000 à 12 000 véhicules/jour hors agglomération. Cette route, à deux voies simples dans la Vienne, fait l'objet de projets de mise à 2x2 voies voire de doublement par une autoroute.
Une partie de la route nationale 147 constitue la rocade de Poitiers, à 2x2 voies.

### Transport collectif de voyageurs
La Vienne est desservie par le réseau des cars régionaux Nouvelle-Aquitaine, qui exploite 17 lignes dans le département.

## Transport ferroviaire

### Historique

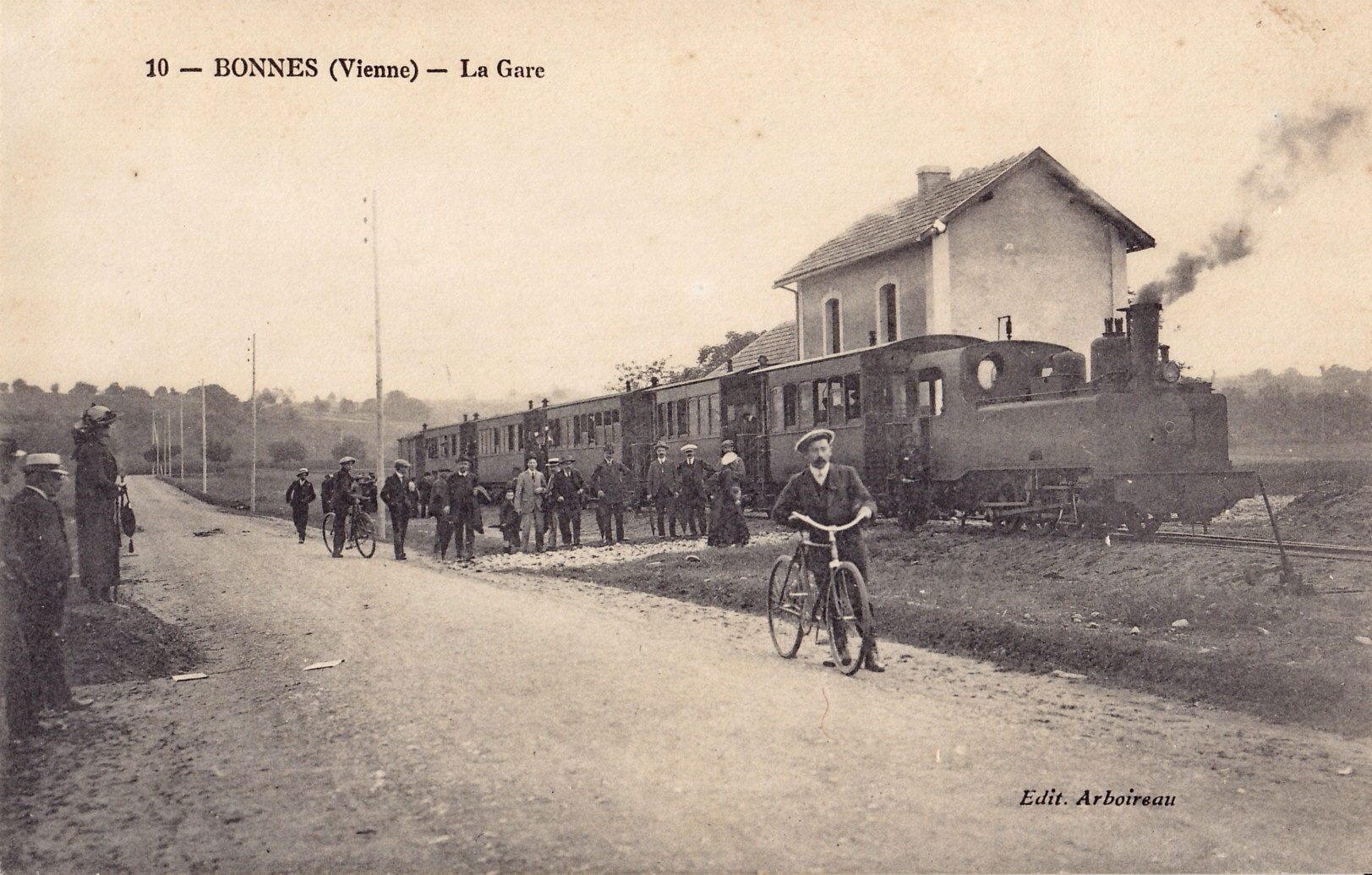
La gare de Bonnes des Voies ferrées économiques du Poitou dans les années 1910.

La ligne de Paris-Austerlitz à Bordeaux-Saint-Jean, première ligne ferroviaire du département et qui restera jusqu'en 2017 son principal axe ferroviaire, a ouvert en 1851 au nord de Poitiers et en 1853 au sud de la ville. Le réseau d’intérêt général de la Vienne a principalement été développé par la Compagnie du chemin de fer de Paris à Orléans (PO). À la fin du XIXe siècle, le chemin de fer d’intérêt général atteignait la plupart des villes et bourgs du département, dont Châtellerault, Charroux, Chauvigny, Civray, L'Isle-Jourdain, Lencloître, Loudun, Lusignan, Lussac-les-Châteaux, Mirebeau, Montmorillon, Neuville-de-Poitou, Poitiers, La Roche-Posay, Saint-Savin, La Trimouille et Vivonne. En 1900, toutes les lignes sont encore à voie unique, à l'exception de la grande ligne de Paris à Bordeaux et de quelques courts troncs communs.
La Vienne a également été desservie par des chemins de fer d’intérêt local, exploités par les Tramways de la Vienne à partir de 1895 et par les Voies ferrées économiques du Poitou à partir de 1913. Ces deux réseaux, qui totalisaient environ 250 km de lignes, disparurent dès les années 1930.
La ligne de Paris-Austerlitz à Bordeaux-Saint-Jean, l'une des plus performantes du réseau ferroviaire français, est électrifiée dès 1938. Dans les années 1970, elle devient l'une des premières lignes exploitées à la vitesse commerciale de 200 km/h sur une grande partie de son parcours, et le TGV y circule à partir de 1990. Elle est enfin doublée en 2017 par la LGV Sud Europe Atlantique, qui met Poitiers à 1 h 18 de Paris et 1 h 3 de Bordeaux.
Pendant ce temps, le réseau des lignes secondaires s'amenuise dans la deuxième moitié du XXe siècle, de nombreuses lignes étant fermées successivement aux voyageurs puis à tout trafic.
|                                             |
| Le réseau ferroviaire à son apogée en 1930. |

|                                     |
| Le réseau ferroviaire de nos jours. |

|                                                    |
| Carte animée de l’évolution du réseau ferroviaire. |

### Situation actuelle

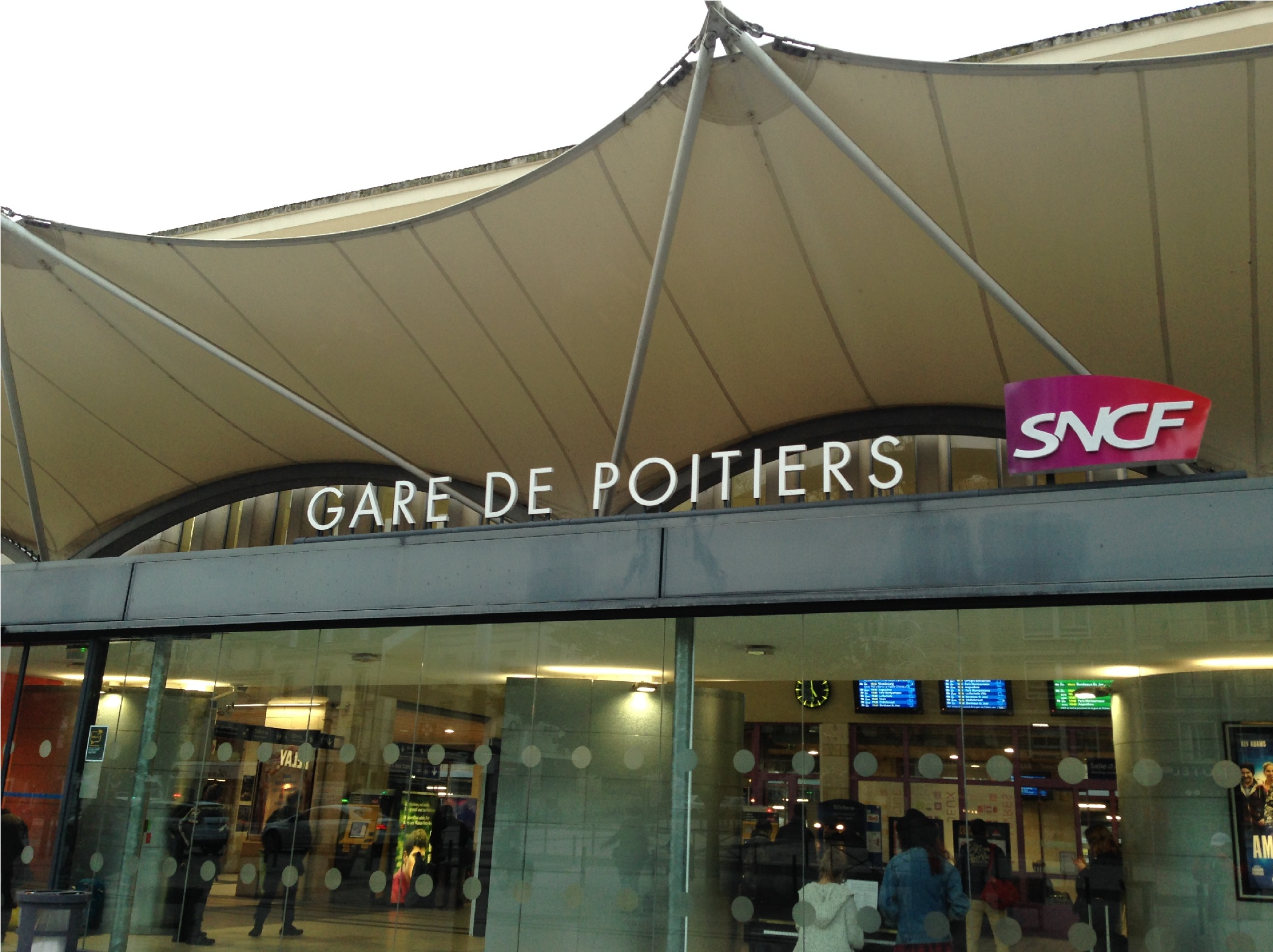
La gare de Poitiers, principale gare ferroviaire du département.

Les principales gares de voyageurs sont celles de Poitiers, Châtellerault et Futuroscope, avec une fréquentation annuelle respective de 3 218 000, 492 000 et 154 000 voyageurs en 2019.
Ces trois gares sont situées sur la ligne de Paris-Austerlitz à Bordeaux-Saint-Jean. Bien que celle-ci soit doublée depuis 2017 par la LGV Sud Europe Atlantique, des raccordements entre les deux lignes permettent à certains TGV inOui et Ouigo de continuer à desservir ces gares.
Certains trains quittent la ligne à grande vitesse à Poitiers pour se diriger vers Niort et La Rochelle : la ligne de Saint-Benoît à La Rochelle-Ville présente la particularité d'être à voie unique entre Lusignan et Saint-Maixent-l'École.
Une voie unique non électrifiée relie par ailleurs Poitiers à Limoges ; un projet de LGV Poitiers-Limoges devait mettre Limoges à moins de 2 heures de Paris mais ce projet a été abandonné à la fin des années 2010.
Ces lignes sont parcourues par les trains TER Nouvelle-Aquitaine.

## Transport aérien
L'aéroport de Poitiers-Biard est un petit aéroport régional qui propose quelques vols réguliers, notamment vers Londres-Stansted et Lyon-Saint-Exupéry.
Le département compte quelques aérodromes dédiés à l'aviation légère de loisirs et de tourisme : Châtellerault - Targé, Chauvigny, Couhé - Vérac et Loudun.

## Transports en commun urbains et périurbains

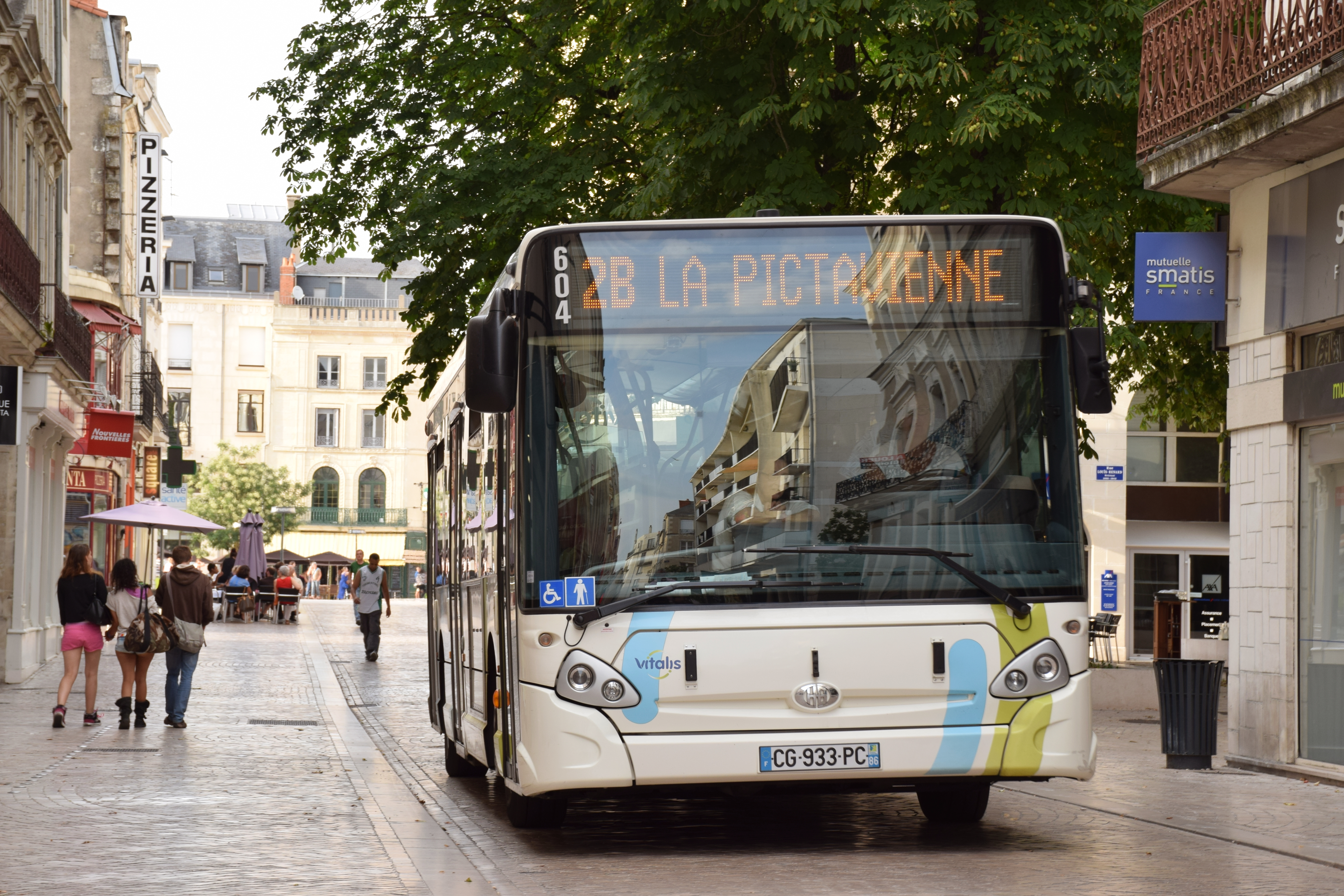
Un autobus Heuliez GX 327 GNV du réseau Vitalis, rue Magenta à Poitiers en 2014.

Le Grand Poitiers et le Grand Châtellerault sont autorités organisatrices de la mobilité sur leur territoire et organisent des services de transport dans leur ressort territorial. Les réseaux Vitalis et TAC comptent respectivement une trentaine et une douzaine de lignes régulières d'autobus, ainsi que du transport à la demande.
Avant le réseau de bus actuel, Poitiers a été desservi par un réseau de tramway (1899-1946) puis un trolleybus (1943-1965).

## Modes actifs
Le département est traversé par plusieurs voies vertes, véloroutes et sentiers de grande randonnée.